# Darnestown
Darnestown is een plaats (census-designated place) in de Amerikaanse staat Maryland, en valt bestuurlijk gezien onder Montgomery County.

## Demografie
Bij de volkstelling in 2000 werd het aantal inwoners vastgesteld op 6378.

## Geografie
Volgens het United States Census Bureau beslaat de plaats een oppervlakte van
45,8 km², waarvan 42,9 km² land en 2,9 km² water.

## Plaatsen in de nabije omgeving
De onderstaande figuur toont nabijgelegen plaatsen in een straal van 12 km rond Darnestown.